# Wellington International Airport
Wellington International Airport (tidigare Rongotai Airport) (IATA: WLG, ICAO: NZWN) är en internationell flygplats i Rongotai utanför Wellington i Nya Zeeland. 
Den invigdes den 25 oktober 1959, och ersatte då Rongotai Airport.
2011 var flygplatsen Nya Zeelands tredje mest trafikerade (efter Auckland och Christchurch) med totalt 5 134 230 passagerare.
Flygplatsen är belägen intill Cooksundet och ibland hårda sydliga eller sydostliga vindar kan göra flygplatsen svår att landa på.

### Fotnoter
1. ↑  ”WIAL Results for the Year Ended 31 March 2011”. Arkiverad från originalet den 20 februari 2013. https://web.archive.org/web/20130220004256/https://www.nzx.com/companies/WIA/announcements/209327. Läst 27 januari 2012.